# Johannes Fischer (Mediziner, 1613)
Johannes Fischer (* 1613 in Krenkingen; † 16. Januar 1683 in Wels, Österreich) wirkte als promovierter Arzt in Oberösterreich, zunächst in Linz und Kremsmünster, dann in Salzburg und zuletzt in Wels.

## Leben
Geboren wurde Johannes Fischer in Krenkingen als Sohn des Wundarztes Caspar Fischer. Unbekannt sind mangels Urkunden seine Mutter und der Tag wie auch der Monat seiner Geburt. Das Geburtsjahr, 1613, findet sich erst in den österreichischen Quellen.

### Studium und berufliches Wirken
Offensichtlich hat sein Vater, der sein Leben lang als Wundarzt praktizierte, seinem Sohn Johannes ein Studium der Medizin ermöglicht, wobei nicht sicher belegt ist, an welcher Universität er diesem nachgegangen ist. Neben Freiburg kommt wegen der Nähe zu Vorderösterreich auch Wien als Studienort in Frage. Aufgrund eines Eintrags in der Matrikel der Universität Wien, wo ein „Joannes Georgius Piscator Sueuus“ (Johannes Georg Fischer, Schwabe) gelistet ist, wird in österreichischen Quellen vermutet, dass es sich um den Krenkinger handeln könnte. Die damalige Herrschaft Bonndorf, zu der Krenkingen gehörte, zählte noch zum Schwäbischen Kreis. Weitere Fakultätsakten nennen 1635 einen Studenten der Medizin namens Johann Fischer und 1657 einen gleichnamigen Dr. med. Demnach hätte er ab ca. 1633 in Wien studiert. Ab 1640 war er bereits in Oberösterreich tätig, 1645–1656 (Vertrags-)Arzt des Stiftes Kremsmünster, war Stadtphysicus in Linz, ab 1668 Geheimer Rat des Fürsterzbischofs von Salzburg (Max Gandolf Graf von Kuenburg, der bis 1687 regierte) und dessen Primar- und Leibmedicus bis 1675. In diesem Jahr zog Johannes Fischer nach Wels, wo ein Sohn, Caspar od. Carl (es existieren zwei widersprüchliche Einträge), im Alter von 27 Jahren starb. In Wels trat er in die vorherige Protektion als Landphysicus wieder ein, ohne sich so zu nennen oder nennen zu dürfen.
In den 1960er Jahren wurde Fischers Geschichte wegen eines Epitaph im Kreuzgang des ehemaligen Minoritenklosters in Wels, der an sein Leben erinnert, in Österreich wieder erforscht, wobei einige Angaben nicht korrekt recherchiert wurden.

### Familie
Fischer heiratete in Wels Magdalena Heller (* ca. 1607, † 1672 in Salzburg), mit der er vier Kinder hatte:
- n.,f, ⚭ Franz Heyperger, kaiserlicher Oberwassersteher † 1696, in Wels;
- Johanna Maria, ⚭ Dr. Massalla, † 1688;
- Carl oder Caspar, * ca. 1649, † 1676 in Wels (es gibt zwei Einträge mit unterschiedlichen Vornamen);
- Johann Heinrich, Dr. Dr., ⚭ Eva Regina Teiblin, verw. Neidlinger † 1682, in zweiter Ehe Maria Anna Mayr, ehemals Hausbedienstete. Er wirkte zunächst in Ried, 1675 als Nachfolger seines Schwagers Massalla, der nach Linz übersiedelte, als Landschaftsphysikus in Wels.